# Atractosoma unicolor
Atractosoma unicolor är en mångfotingart som beskrevs av Jean-Henri Humbert 1893. Atractosoma unicolor ingår i släktet Atractosoma och familjen knöldubbelfotingar. Inga underarter finns listade i Catalogue of Life.